# Čeng Hao
Čeng Hao (pinjin: Chéng Hào, kitajsko: 程顥, stilizirano ime Bóchún (kitajsko: 伯淳), neokonfucijanski filozof in kozmolog, * 1032 Luojang, Kitajska, † 1085. Skupaj z mlajšim bratom Čeng Jijem in še nekaterimi somišljeniki  (Džov Dunji, Džang Dzaj, Šao Jong in Sima Guang ga uvrščamo med utiralce neokonfucijanstva, ki so se s konzervativno politično držo zoperstavili Vang Anšijevim ekonomskim reformam v Severnem Songu. V njegovi kozmologiji so še opazni močni vplivi daoizma in naturalistične šole.

## Življenje
Haojev dedek je bil okrožni sodnik v okrožju Huangpi. Njegov oče Čeng Šjang (程珦) je bil v tistem času še vedno premlad in se ni mogel vrniti v domači Luojang zato je bil prisiljen odraščati v Huangpiju. Pozneje je postal okrožni sodnik (kitajsko: 縣尉; pinjin: xiànwèi), v tem času sta se mu rodila tudi sinova Hao in Ji. Leta 1057 je Hao uspešno opravil zahteven cesarski izpit (科舉) in se tako vključil med mandarinsko uradništvo. Uspešno je služil kot upravni referent v okrožju Hu, Šanši, kasneje v okrožju Šangjuan (območje se sedaj imenuje Nanjing), kot upravni direktor v okrožju Dzedžov. Hkrati je imel pooblastila ministra za protokol, cenzorska, davčna in carinska pooblastila ter še ostale položaje. 
V mladosti je bil s svojim mlajšim bratom študent enega od tvorcev kozmologije Džov Dunjija. Njegova filozofija je zmes dualizma med vsem, kar je neoprijemljivo, in med tem, kar je oprijemljivo in hkrati panteizma (verjeti da je vse, kar je neoprijemljivo ista stvar, kot na primer bog/nebo (tian 天), človeška narava, čustva, ravnanja, gibanje, družbene vloge in odnosi, naključje itd., in da je takšno enotno, univerzalno načelo li (理) v vsem kar je razumno (in ne v transcendentni realnosti kakor v platonizmu); med njegovimi citati so "izven daoja ni stvari in izven svari ni daoja", "mi pravimo, da je dobro da poudarjajo čudovito skrivnost načela v deset tisočih stvareh, prav tako kot pravimo vladar (di, 帝), da karakteriziramo, da je vladar dogodkov" in "v smislu resničnosti je sprememba; v smislu načela je dao; v smislu svoje funkcije je bog; v smislu svoje usode, je človeško bitje in je človeška narava".
Brata Čeng Hao in Čeng Ji sta bila med začetniki neokonfucijanstva, ki je uspevalo v dinastiji Song in svoj vrh ter sintezo doseglo z Džu Šijem (朱熹, 1130-1200). Brata sta bila večkrat omenjena kot "dva Čenga" (kitajsko: 二程), ali samostojno kot "Čeng starejši" (kitajsko: 大程) in  "Čeng mlajši" (kitajsko: 小程). Kadar se nista ukvarjala s politiko ali ekonomijo, kjer sta oba bila izrazito konzervativnih prepričanj, sta v veliki meri obravnavala kozmologijo in v času prilagojenem kontekstu uporabila konfucijanske koncepte za njuno preučevanje nebesnih teles. Prevzela sta središčni koncept konfucijanstva Božanskega in Naravnega Reda, imenovanega li (理) in ga povezala s konceptom neba/nebes (tjan, 天) ter ju s tem izenačil. Hao je ustanovil šoli v okrožjih Fugov in Songjang (današnji Dengfeng). Skozi svoje življenje je bil mnenja, da sta študij in mentorstvo potrebna, da moški lahko postane modrec, nekoč je napisal: "Študije vrhunskega moža morajo prispeti preko modrosti in šele nato preko svojega intelekta oz. razuma; V primeru, da študije ne pridejo preko modrosti ampak le preko razuma, je vse izgubljeno." Hao je umrl leta 1085 v starosti triinpetdeset let. 

## Zapuščina
Hao je bil znan kot družaben, sproščen in živahen človek v nasprotju z njegovim ostrim in strogim mlajšim bratom. V naslednjem stoletju, ko se je neokonfucijanstvo uveljavljalo na cesarskem dvoru in s tem uradniških službah, sta oba brata Čeng skupaj z Džov Dunjijem, Džang Dzaijem, Šao Joungom in Sima Guangom postala znana kot "šest mojstrov Severnega Songa" za svoje filozofske prispevke. Hao je prejel tudi več posmrtnih naslovov: Leta 1220 mu je bilo dodeljeno posmrtno ime "Gospod čistosti" (Kitajsko: 純公) s strani cesarja. Leta 1241 je dobil tudi posmrtni naziv grof okrožja Henan.  